# Kauza Mostecká uhelná
Kauza Mostecká uhelná je případ kontroverzní privatizace Mostecké uhelné společnosti v 90. letech 20. století, kterou od roku 1999 prošetřuje česká policie a později i švýcarská prokuratura.
Případ v roce 2005 začala prověřovat švýcarská policie, později na tamních účtech podezřelých zablokovala v přepočtu 13 miliard Kč. Doposud zde případ vyvrcholil v říjnu 2013 vynesením nepravomocného rozsudku federálního soudu ve Bellizoně, který vyměřil pěti českým manažerům (Antonín Koláček, Jiří Diviš, Marek Čmejla, Oldřich Klimecký a Petr Kraus) nepodmíněné tresty odnětí svobody od 16 do 52 měsíců za podvod a praní špinavých peněz během privatizace Mostecké uhelné společnosti v roce 1999. Belgičan Jacques de Groote byl odsouzen k peněžitému trestu. Poslední obviněný Luboš Měkota se rozsudku nedožil, když zemřel náhle v březnu 2013 ve věku 55 na golfovém hřišti u Karlštejna. V listopadu 2013 pak soud nepravomocně rozhodl, že všechny zablokované peníze mají propadnout švýcarskému státu.
České orgány vyšetřování kauzy třikrát odložily s tím, že k trestnému činu nedošlo. V roce 2012 bylo trestní stíhání v této věci zahájeno počtvrté, když byl případ přidělen Vrchnímu státnímu zastupitelství v Olomouci, které v květnu 2017 podalo obžalobu na pětici bývalých manažerů Antonína Koláčka, Marka Čmejlu, Jiřího Diviše, Oldřicha Klimeckého a Petra Krause a bývalého náměstka ministra průmyslu Roberta Sýkoru. Původně měly být obviněny i další osoby - Luboš Měkota (zemřel) a lobbista Pavel Musela (zbaven svéprávnosti).

## Chronologie případu
- 1993 - Vznik Mostecké uhelné společnosti a.s. na základě rozhodnutí vlády ČR ze dne 9. prosince 1992 [6]
- 1994 - Stát dal do kupónové privatizace necelou polovinu akcií, dále 5 % akcií převedl na města v regionu a 46 % si nechal v očekávání, že si spolu s obcemi udrží nad firmou kontrolu. Vláda tak de facto ztratila v MUS majoritu.
- 1995 - Komerční banka poslala do vedení MUS Antonína Koláčka[7]
- 1996 - Portfolio MUS začíná spravovat společnost NEWTON Financial Management Group Antonína Koláčka, Petra Krause a Marka Čmejly[7]
- 1997 - MUS půjčila NEWTONu 2,5 mld. Kč, který začal skupovat akcie MUS[8]
- 1998 - v květnu získala americká společnost Appian Group vyšší podíl v MUS než Fond národního majetku. Prostřednictvím společnosti Investenergy vykoupila volně dostupné akcie na trhu.[9]
- 1999 - v červenci vláda Miloše Zemana na návrh ministra průmyslu Miroslava Grégra prodala firmě Investenergy zbylý státní podíl v MUS (46,29% akcií)[10] za 650 milionů korun[9]
- 2002 - Appian ovládl společnost Škoda Holding, do které stát převedl zachovalou část firmy Škoda Plzeň[7]
- 2003 - v listopadu Česká televize přinesla informaci, že privatizací MUS se zabývá česká protikorupční policie[7]
- 2005 - v červnu začala švýcarská policie prověřovat podezření, že z Mostecké uhelné byly nelegálně vyvedeny peníze následně vyprané ve Švýcarsku[9]
- 2008 - Policie znovu případ MUS odložila. Vyšetřovatelé prověřovali, zda MUS nebyla ovládnuta za peníze určené na budoucí rekultivace, ale žádná pochybení neshledala.[11] Švýcarská prokuratura zablokovala na švýcarských účtech podezřelých přes 600 milionů švýcarských franků (téměř 12,2 miliardy korun).[3]
- 2010 - v září vyslechli švýcarští vyšetřovatelé bývalého premiéra Miloše Zemana[12] a bývalé ministry jeho vlády Vladimíra Špidlu, Miroslava Grégra a Eduarda Zemana[13]
- 2011
  - leden - deník MF DNES uvedl, že peníze z privatizace MUS zprostředkovaně mířily k oficiálním stranickým představitelům ČSSD, která v době vlády Miloše Zemana odprodala státní podíl ve firmě[14]
  - říjen - švýcarská prokuratura obvinila sedm lidí z praní špinavých peněz a podvodných finančních machinací kolem privatizace Mostecké uhelné společnosti[15]
- 2012
  - květen - Vrchní státní zastupitelství dává podnět k obvinění manažerů [16]
  - 20. června - česká policie oznámila zahájení trestního stíhání v kauze MUS, které se týká vyvedení 150 milionů dolarů z Mostecké uhelné společnosti, která byla následně využita k nákupu akcií této společnosti.[17] Policie také začala zabavovat majetek obviněných, hodnota zabaveného majetku postupně dosáhla až 2,7 mld. Kč.[4]

- 2013
  - březen - obviněný Luboš Měkota zemřel[2]
  - říjen - švýcarský soud uznal šest obviněných, kteří se dožili rozsudku, vinnými z podvodu a praní špinavých peněz[1]
  - listopad - švýcarský soud nepravomocně rozhodl, že celá částka zablokovaná na účtech obviněných má připadnout švýcarskému státu[3]

- 2016 - v říjnu navrhla protikorupční policie navrhla obžalovat pro podezření z tunelování a podvodného ovládnutí společnosti pět bývalých manažerů Antonína Koláčka, Marka Čmejlu, Jiřího Diviše, Oldřicha Klimeckého a Petra Krause. Kvůli přijetí úplatku navrhla obvinění bývalého náměstka ministra průmyslu Roberta Sýkoru. [18]

- 2017
  - v květnu 2017 bylo těchto 6 osob obžalováno Vrchním státním zastupitelstvím v Olomouci[4]
  - v prosinci švýcarská nejvyšší soudní instance odmítla odvolání pěti odsouzených, v případě Oldřicha Klimeckého, Jiřího Diviše a Marka Čmejly musí o trestu znovu rozhodnout Federální trestní soud v Bellinzoně, s odvoláním uspěla Česká republika, která může být k případu připuštěna jako účastník sporu a uplatňovat své nároky na zabavenou částku.[19]
  - v prosinci české soudy zamítly stížnost dědičky Luboše Měkoty na odblokování jeho zablokovaného majetku, když je považován za výnos z trestné činnosti.[5]

- 2019
  - v květnu byl P. Kraus uvězněn poté co ho švýcarská policie zadržela na letišti.[20]
  - v listopadu pražský městský soud uznal, že skutky, za něž P. Krause už odsoudilo Švýcarsko, jsou totožné se skutky, za které ho obžaloval český stát.[20]
- 2020
  - 16. března zveřejnil Národní fond proti korupci (NFPK) na svých webových stránkách nové informace ke kauze MUS. Dle nových poznatků Fondu se na trestné činnosti kolem MUS měli podílet i další jedinci se styky na vysoké představitele státu. Současně byla zpochybněna výše kalkulované škody Českého státu, která je dle nových odhadů daleko vyšší.[21]
  - V červnu poslal Karel Janeček předsedovi Ústavního soudu Pavlu Rychetskému materiály obsahující nové informace týkající se MUS.[22]
  - V druhé polovině června podala bývalá státní zástupkyně JUDr. Renata Vesecká, Ph.D. k rukám nejvyššího státního zástupce JUDr. Pavla Zemana nové trestní oznámení na Petra Pudila a Vasila Bobelu a možné další pachatele.
  - Dne 25.6. byla zveřejněna zpráva Hospodářských novin ohledně dalšího vývoje kauzy, která částečně zveřejňuje nové informace. Tyto poznatky by se dle zprávy měly týkat především nesrovnalostí kolem prodeje Koláčkova podílu v dolech jeho společníkům Petru Pudilovi a Vasilu Bobelovi před 15 lety.[22]
  - V srpnu byla věc podstoupena na MSZ v Praze a následně přidělena útvaru Národní centrály proti organizovanému zločinu SKPV, který věc intenzivně prošetřuje.

## Aktéři kauzy
- Antonín Koláček - v roce 1995 dosazen do představenstva MUS Komerční bankou, později generální ředitel Appian Group[23], v říjnu 2013 odsouzen pro podvod, praní špinavých peněz a porušování povinnosti při správě cizího majetku k trestu 52 měsíců odnětí svobody[1]
- Marek Čmejla - bývalý manažer firem Newton a Appian Group, spolumajitel Škoda Transportation,[23] v říjnu 2013 uznám vinným z podvodu a praní špinavých peněz, nepravomocně odsouzen k trestu 4 let odnětí svobody.[1]
- Jiří Diviš - v letech 1998 až 2002 člen dozorčí rady MUS, bývalý vrcholný manažer firny Appian, od roku 2010 spolumajitel Škoda Transportation,[23] v říjnu 2013 nepravomocně odsouzen pro podvod, praní špinavých peněz a padělání listin ke 46 měsícům odnětí svobody.[1]
- Oldřich Klimecký - bývalý generální ředitel MUS, po léta člen statutárních orgánech vlastníka mosteckých dolů, v říjnu 2013 uznán vinným z podvodů a praní špinavých peněz, nepravomocně odsouzen k 37 měsícům odnětí svobody a peněžitému trestu.[23]
- Petr Kraus - jeden ze zakladatelů firmy Newton Financial Management Group, v říjnu 2013 jej švýcarský soud uznal vinným z opakovaného praní špinavých peněz, odsouzen k trestu 16 měsíců odnětí svobody a peněžitému trestu[1]
- Luboš Měkota - bývalý revírník, později se šéf odborů komořanské úpravny uhlí, od roku 1995 personální ředitelem Mostecké uhelné společnosti. V době privatizace MUS byl spolu s Antonínem Koláčkem a Oldřichem Klimeckým jejím ředitelem, rozsudku se nedožil, zemřel náhle v 55 letech v březnu 2013.
- Jacques de Groote - Belgičan, bývalý vysoký manažer Světové banky a Mezinárodního měnového fondu, zakladatelem firmy Appian Group, která sehrála klíčovou roli v podvodné privatizaci Mostecké uhelné, v říjnu 2013 nepravomocně odsouzen k peněžitému trestu[1]
- Robert Sýkora - bývalý náměstek ministra průmyslu a obchodu Miroslava Grégra, který byl zodpovědný za přípravu podkladů pro vládu o prodeji akcií MUS (podle obžaloby přijal úplatek ve výši 3 mi. Kč), v květnu 2017 obžalován Vrchním státním zastupitelstvím v Olomouci spolu pětici bývalých manažerů Mostecké uhelné[4]
- Pavel Musela - lobbista a podnikatel, podle obžaloby uplatil Roberta Sýkoru v souvislosti s přípravou podkladů pro prodej akcií MUS, zbaven svéprávnosti